# CrypTool
CrypTool es un software libre que ilustra conceptos criptográficos. Es el programa de aprendizaje electrónico de uso más extendido en el mundo en el área de la criptología. 

## Funciones
Son más de 60 algoritmos que están implementados de forma inextensa, de forma eficiente, un gran número de algoritmos y de herramientas para el análisis. La interfaz gráfica y la abundante información en línea permiten al usuario, incluso a un novato en Internet, introducirse en los misterios de la criptografía. Los mecanismos más clásicos, así como la criptografía asimétrica RSA, la criptografía basada en curvas elípticas, firmas digitales o el protocolo de intercambio de claves Diffie-Hellman, se explican utilizando animaciones. También contiene un tutorial sobre primos y teoría de números elemental.

## Uso
CrypTool se utiliza en universidades, en institutos educativos así como también en formación profesional en las empresas. Es un esfuerzo realizado por más de 40 colaboradores alrededor de todo el mundo. 
Es una herramienta que se lleva a cabo en un Proyecto de código abierto. Su papel consiste en hacer que los usuarios tomen conciencia de las amenazas de seguridad de la red y explicarles algunos de los conceptos subyacentes. Se ha diseñado tanto como una herramienta de aprendizaje electrónico (e-learning) como un programa para usarlo de forma productiva. 

## Idiomas y premios
El paquete está disponible en inglés, alemán, polaco, español y serbio. CrypTool ha recibido premios internacionales como software educativo (premio especial TeleTrust 2004, EISA 2004, Premio Seguridad NRW IT 2004, Selected Landmark in the Land of Ideas 2008). Actualmente, solamente desde el portal de CrypTool se registran más de 6000 descargas al mes.

## Desarrollo, historia y Mapa de Ruta
El desarrollo de CrypTool empezó en 1998. La versión actual de CrypTool 1.x está desarrollada en C++ y solamente corre bajo el sistema opearativo Microsoft Windows.
También hay un proyecto llamado CrypTooLinux que trabajan en llevar CrypTool al sistema operativo Linux, sin embargo el proyecto avanza lentamente.
El grupo de trabajo en español fue inicialmente liderado por Gonzalo Álvarez , del CSIC hasta la versión 1.4.21. A partir de ahí el desarrollo del proyecto en español estuvo a cargo de Raphael Labaca Castro, quien contribuyó hasta su actual versión estable 1.4.30.
Además, se han iniciado desde 2007 dos nuevos proyectos basados completamente en una interfaz de plug-ins, que han registrado grandes progresos: 
- CrypTool 2.0 CrypTool 2.0: Sitio de desarrollo del proyecto CrypTool 2.0. Establece el concepto de programación visual sobre los procesos criptográficos.
- JCrypTool 1.0 JCrypTool 1.0: Proyecto SourceForge para JCrypTool 1.0 La versión beta RC3 está disponible para descarga desde julio de 2010. Java/Eclipse RCP(https://web.archive.org/web/20110724074900/http://jcryptool.sourceforge.net/JCrypTool/ sitio web del proyecto JCrypTool]). Independiente de plataforma y con una perspectiva orientada a funciones.

## Portal para profesores
Además el proyecto CrypTool también cuenta con un Portal para profesores. El objetivo del mismo es facilitar el intercambio de material criptográfico didáctico. 

## CrypTool en línea
A su vez, también pertenecen al proyecto CrypTool los siguientes: CrypTool en línea (inglés y alemán) y CrypTool Mobil Archivado el 26 de agosto de 2014 en Wayback Machine. (inglés y alemán), que ofrecen características interesantes como por ejemplo la posibilidad de utilizar mecanismos de cifrado directamente de su explorador sin la necesidad de instalar ningún programa, o bien, desde su Teléfono inteligente (con JavaScript). Este sitio va orientado a iniciantes interesados en criptografía. 